# Phạm Đức Huy
Phạm Đức Huy (sinh ngày 20 tháng 1 năm 1995) là một cầu thủ bóng đá chuyên nghiệp người Việt Nam hiện đang thi đấu cho câu lạc bộ Công an Thành phố Hồ Chí Minh ở vị trí tiền vệ.

## Tiểu sử
Phạm Đức Huy sinh ra tại thôn Đào Lâm, xã Đoàn Tùng, huyện Thanh Miện, tỉnh Hải Dương. Anh là con trai út trong gia đình. Anh trai Phạm Văn Duy sinh năm 1989 cũng trở thành cầu thủ futsal phong trào ở Hải Dương. Năm 10 tuổi, Đức Huy được tuyển chọn vào đào tạo tại Trung Tâm Đào Tạo - Huấn luyện Thể thao tỉnh Hải Dương cùng với Nguyễn Văn Toàn và Lê Văn Sơn.
Sau khi tham dự giải nhi đồng toàn quốc 2006, anh gia nhập lò đào tạo Hà Nội T&T để theo đuổi ước mơ trở thành cầu thủ chuyên nghiệp. Trong thời gian ở đội trẻ, Đức Huy cùng với người bạn cùng đội Duy Mạnh đã có một chuyến tu nghiệp trong thời gian 1 tháng tại Nhật Bản với câu lạc bộ bóng đá Consadole Sapporo.

## Khởi đầu sự nghiệp
Phạm Đức Huy được bình chọn vào danh sách đội hình tiêu biểu giải U-21 quốc gia 2015. Đội bóng U-21 Hà Nội T&T của anh cũng giành cúp vô địch tại giải đấu này.

## Sự nghiệp
Năm 2015, Phạm Đức Huy được câu lạc bộ chủ quản Hà Nội T&T cho câu lạc bộ Hà Nội (hiện nay đổi tên thành câu lạc bộ Sài Gòn) mượn để thi đấu ở giải hạng nhất quốc gia. Anh mang áo số 15 và được đánh giá cùng với Đỗ Hùng Dũng, Nguyễn Quang Hải là bộ 3 mắt xích quan trọng góp công lớn trong chiến dịch thăng hạng của câu lạc bộ Hà Nội.
Sau mùa giải 2015, mặc dù CLB Hà Nội đề nghị tiếp tục được mượn Đức Huy nhưng lãnh đạo đội Hà Nội T&T không đồng ý. Câu lạc bộ chủ quản vẫn quyết định đưa anh trở về đội. Anh được Hà Nội T&T đưa ngay lên đội một để bắt đầu thi đấu tại giải đấu hạng cao nhất là V.League từ mùa giải 2016.
Mùa giải năm 2017, anh đã thi đấu 5 trận cho câu lạc bộ Hà Nội T&T ở các đấu trường vòng loại AFC Champion League, và AFC Cup 2017. Tại AFC Cup 2017 anh đã ghi được bàn thắng từ khoảng cách 30m vào lưới đội bóng Felda United góp phần vào chiến thắng 4-1 cho đội bóng thủ đô. Bàn thắng này sau đó đã được bình chọn vào top những bàn thắng đẹp của giải đấu.

## Sự nghiệp quốc tế

### Các cấp độ trẻ
Đức Huy được huấn luyện viên Guillaume Graechen chọn vào thành phần các cầu thủ U-19 Việt Nam dự vòng loại U-19 châu Á 2014 cũng như vòng chung kết U-19 Đông Nam Á 2013.  Dưới thời huấn luyện viên Toshiya Miura, anh được triệu tập vào đội tuyển U-23 Việt Nam thi đấu tại SEA Games 28 và vòng chung kết U-23 châu Á 2016. Sau đó anh có một thời gian vắng mặt trong danh sách đội tuyển U23 Việt Nam. Cuối năm 2017, huấn luyện Park Hang-seo đã gọi anh trở lại đội tuyển U23 Việt Nam thi đấu. Anh có tên trong chiến dịch U-23 Việt Nam giành ngôi Á quân giải U-23 châu Á 2018.

### Đội tuyển quốc gia
Tại AFF Cup 2018, Đức Huy ghi bàn nâng tỷ số lên 2-0 cho đội tuyển Việt Nam trong trận chung kết lượt đi gặp Malaysia. Sau hai lượt trận, anh cùng Việt Nam lên ngôi vô địch.

## Thống kê sự nghiệp

### Quốc tế
Tính đến ngày 12 tháng 10 năm 2021.
| Đội tuyển quốc gia | Năm       | Trận | Bàn |
| ------------------ | --------- | ---- | --- |
| Việt Nam           | 2018      | 6    | 1   |
| Việt Nam           | 2019      | 5    | 1   |
| Việt Nam           | 2021      | 4    | 0   |
| Tổng cộng          | Tổng cộng | 15   | 2   |

### Bàn thắng quốc tế
| #  | Ngày                 | Địa điểm                                                  | Đối thủ  | Bàn thắng | Kết quả | Giải đấu        |
| -- | -------------------- | --------------------------------------------------------- | -------- | --------- | ------- | --------------- |
| 1. | 11 tháng 12 năm 2018 | Sân vận động Quốc gia Bukit Jalil, Kuala Lumpur, Malaysia | Malaysia | 2–0       | 2–2     | AFF Cup 2018    |
| 2. | 8 tháng 6 năm 2019   | Chang Arena, Buriram, Thái Lan                            | Curaçao  | 1–1       | 1–1     | King's Cup 2019 |

## Danh hiệu
Sài Gòn
- V.League 2: 2015

Hà Nội FC
- V.League 1: 2016, 2018, 2019, 2022
- Cúp Quốc gia: 2019, 2020, 2022
- Siêu cúp Quốc gia: 2019, 2020, 2022

Thép Xanh Nam Định
- V.League 1: 2023–24
- Siêu cúp Quốc gia: 2024

U-23 Việt Nam
- AFC U-23 Championship á quân: 2018
- VFF Cup: 2018

Việt Nam
- Giải vô địch bóng đá ASEAN: 2018
- King's Cup á quân: 2019